# 聶炳
聂炳（？—1352年），字韫夫，江夏人，元朝政治人物。
元统元年中进士，担任承事郎、同知平昌州事。聂炳早年丧父，其母改嫁，从平昌后来，才知道这件事，于是迎其母回家。之后，转任宝庆路推官。峒徭犯边，湖广行省右丞秃赤统兵讨伐，屯守武冈，以聂炳摄分省理问官。元朝悍兵所至俘虏良民百姓，聂炳告知秃赤，释放了数千人。至正十二年（1352年），转任知荆门州，半年后，淮、汉红巾军起，荆门不守，聂炳募土兵七万，收复荆门。又与四川行省平章政事咬住收复江陵。蕲州、黄州、安陆的红巾军重新聚集，红巾军将领俞君正率兵来攻荆门，聂炳率孤军昼夜血战，援绝城陷被擒。大骂不绝，红巾军用刀抉下他的牙齿，断左臂将其肢解。